# Oratorio della Beata Vergine del Serraglio
L'oratorio della Beata Vergine del Serraglio è un luogo di culto cattolico dalle forme barocche situato al confine dei territori di pertinenza del parco della Rocca dei Rossi a San Secondo Parmense, in provincia e diocesi di Parma; è sussidiario della parrocchiale dell'Annunciazione di Maria Vergine di San Secondo Parmense e fa parte della zona pastorale della Bassa.
Fu edificato per volere di Scipione I de' Rossi nel XVII secolo.

## Storia

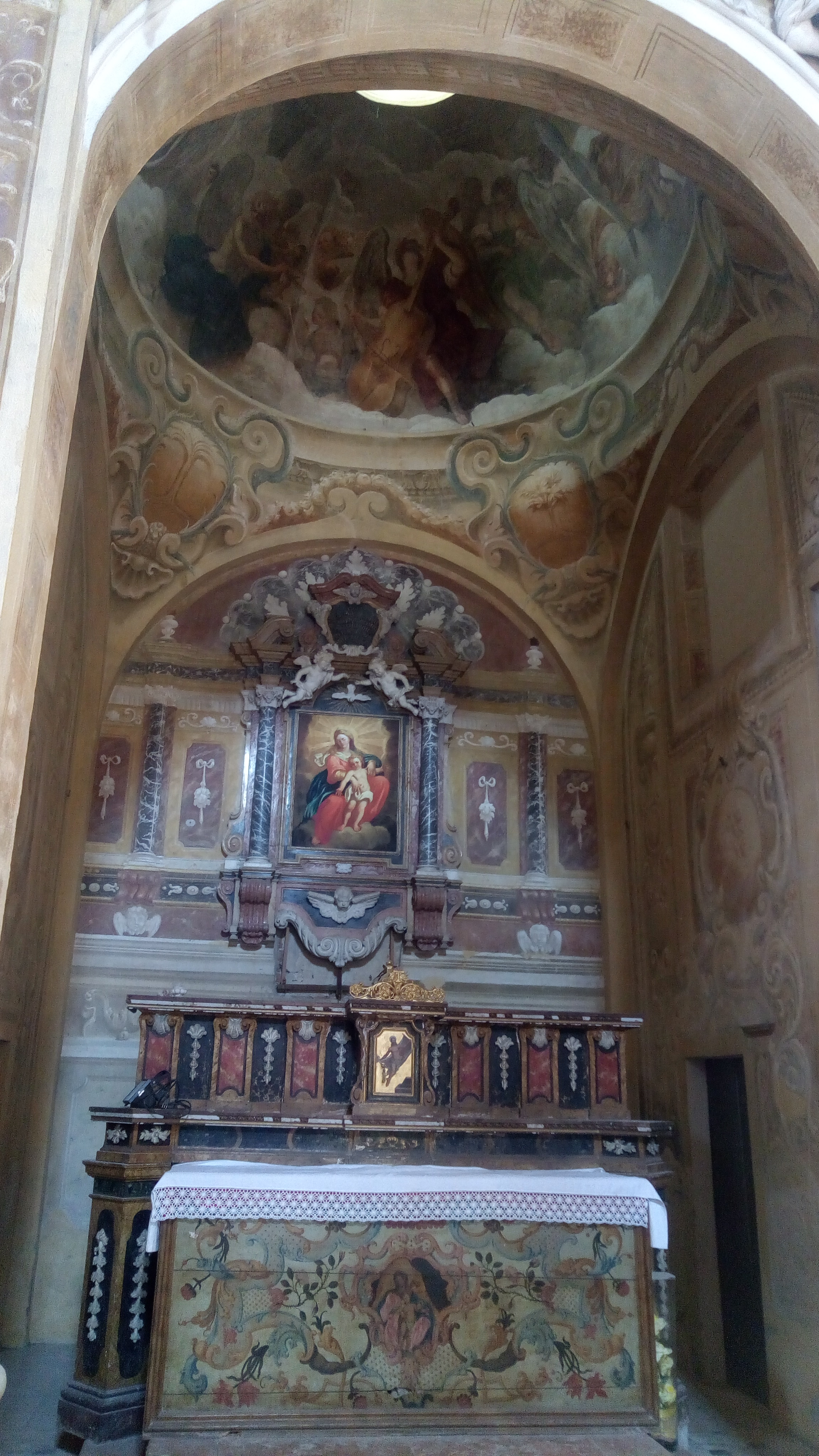
Scarsella a pianta quadrata che rappresenta il nucleo primitivo dell'oratorio

Agli inizi del XVII secolo, nel punto in cui la strada per Fontanellato incrocia il canale San Carlo e in corrispondenza della propaggine più lontana del muro di recinzione del parco della rocca di San Secondo, era collocata una immagine sacra della Vergine Maria con bambino, protetta da una nicchia.
A metà del secolo, per i tanti eventi miracolosi che erano stati attribuiti all'immagine e per la conseguente devozione che si era diffusa fra i fedeli, il prevosto Don Francesco Rossi, membro della famiglia feudataria di San Secondo, decise di erigere una piccola cappella con altare, per officiarvi periodicamente funzioni religiose.
Nel 1663 grazie alle donazioni ricevute, fra le quali pesavano in maniera 

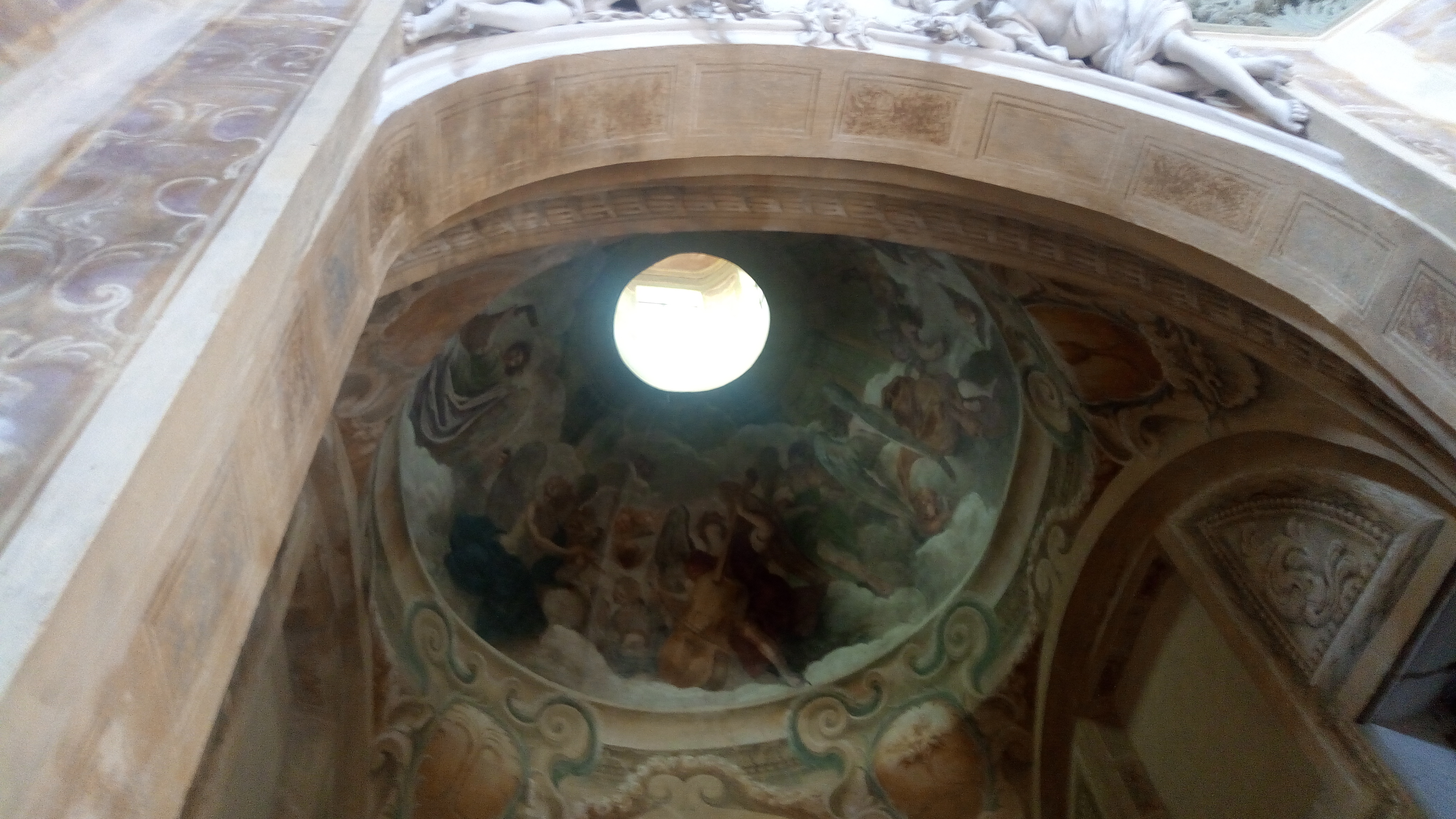
Cupola della scarsella

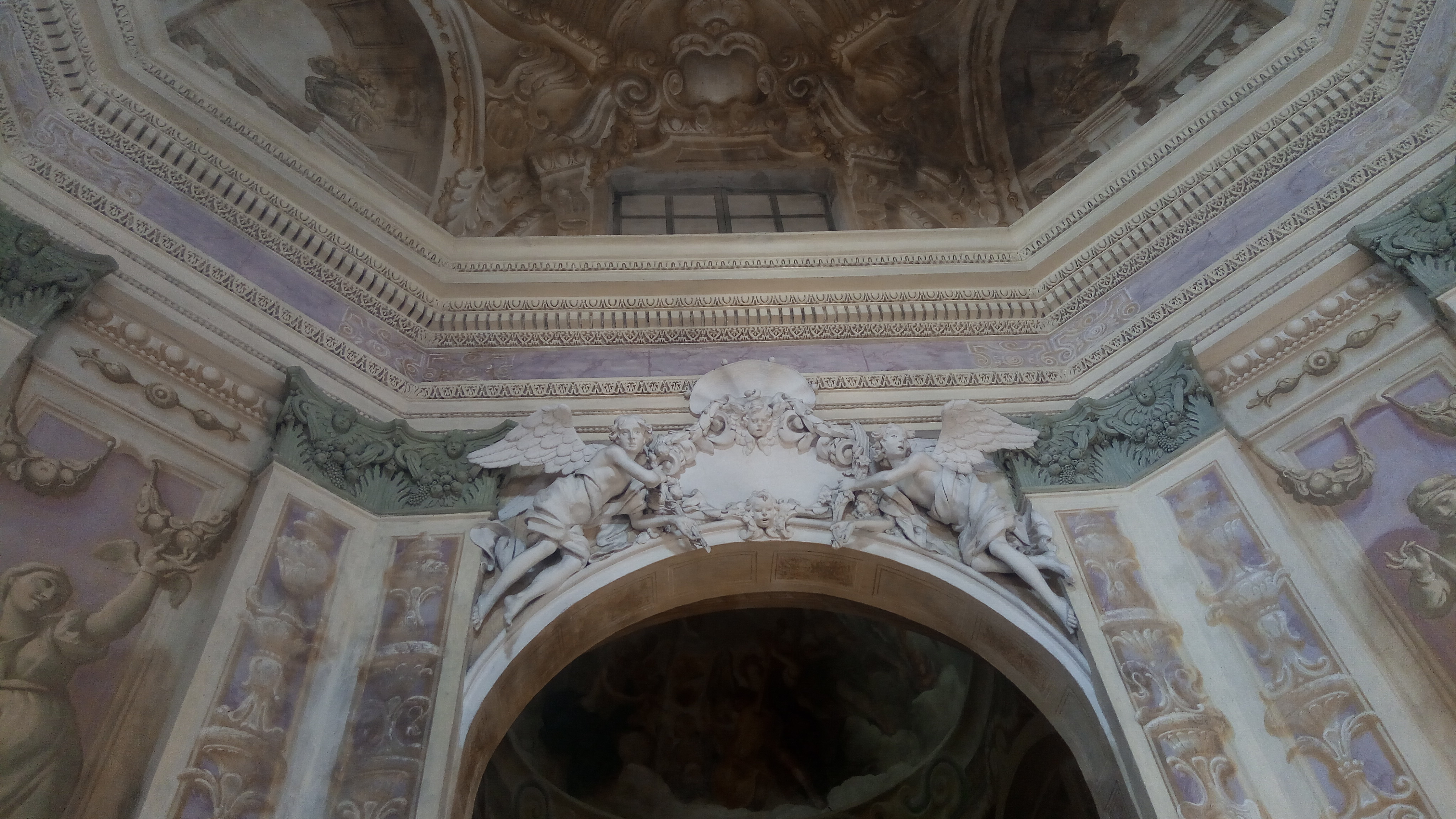
Decorazione che introduce alla scarsella

decisiva quelle del marchese Scipione I de' Rossi fu possibile realizzare un piccolo oratorio all'interno del quale venne trasportata l'immagine sacra contenuta nell'edicola originaria. Tale struttura primitiva dovrebbe coincidere con la scarsella a pianta quadrata che nell'attuale impianto architettonico contiene l'altare dell'oratorio.

Alla struttura originaria, già definita oratorio nel 1664, era in progetto l'aggiunta di corpi di fabbrica aggiuntivi, tuttavia questi lavori procedettero a rilento per molti anni tanto che nel 1684 Scipione I de' Rossi decise di prendere il controllo diretto del luogo di culto rilevandolo dalla parrocchia, impegnandosi, a causa del sempre maggior numero di fedeli e devoti, a farlo ampliare e decorare sontuosamente nonché collegare con un portico al centro abitato.

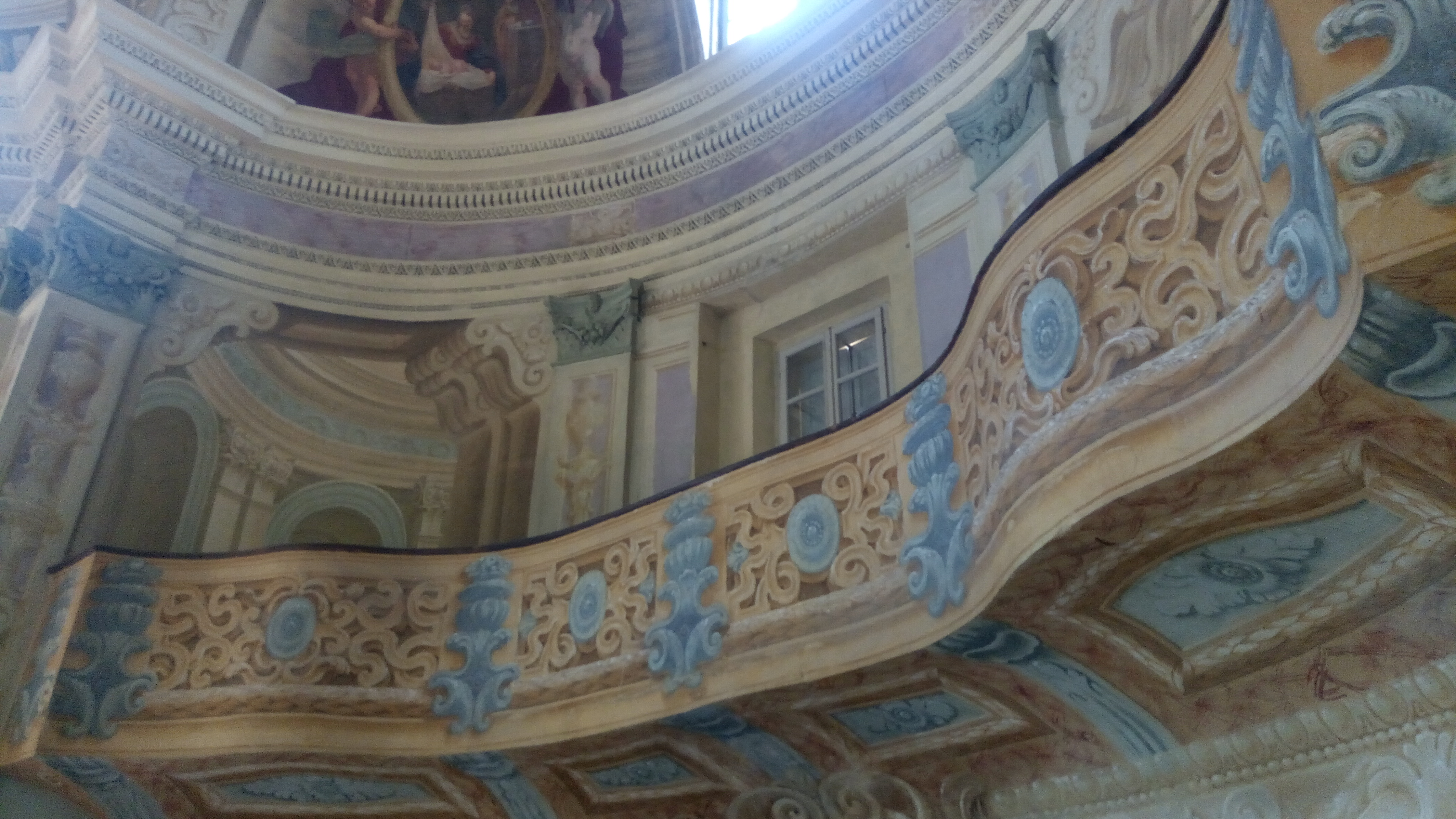
Balconata dove era presente l'organo

L'ampliamento iniziò nel 1685 e le decorazioni furono commissionate nel dicembre dello stesso anno per terminare nel 1687 con il completo inglobamento della scarsella originaria all'interno dei nuovi corpi di fabbrica, il porticato che originariamente doveva collegare l'oratorio al paese di San Secondo costeggiando la strada di Fontanellato venne invece solo iniziato e mai portato a termine dal figlio di Scipione, Federico II de' Rossi sia per l'impossibilità di far fronte alle spese a causa delle dissanguate finanze dei Rossi sia per il maggior interesse che ormai i Rossi stessi manifestavano per loro possedimenti lombardi a discapito del feudo parmense. L'edificio venne ampliato poi nel XVIII secolo con la costruzione retrostante dell'abitazione del cappellano.
La demolizione avvenuta in seguito delle fatiscenti mura esterne del parco e l'abbattimento delle vestigia del primo embrione del porticato, i cui ruderi erano ancora visibili ad inizio del XIX secolo, lasciarono l'oratorio totalmente isolato dal paese, così come appare ancor oggi lungo la strada alberata a platani sulla sponda del canale San Carlo.
Nel 2016 sono iniziati i lavori di restauro dell'oratorio a partire dal rifacimento del tetto e degli esterni; tali lavori sono terminati nel 2017.

## Descrizione
L'Oratorio è una costruzione a pianta centrale circondata da quattro absidi che si alternano a forma poligonale e di semicerchio, il presbiterio quadrato, originale nucleo dell'edificio religioso è posto a nord, dando un orientamento nord-sud alla struttura.
Gli ingressi sono posti a sud e a est, il vano centrale è sormontato da una volta a vela, le absidi sono chiuse da catini, mentre sopra il presbiterio si trova la cupola semisferica con lanterna. La pianta della chiesa è un misto tra ovale e croce greca e può essere definito come la versione barocca della tradizione che privilegiava per gli edifici dedicati a Maria la pianta centrale.

## Decorazioni

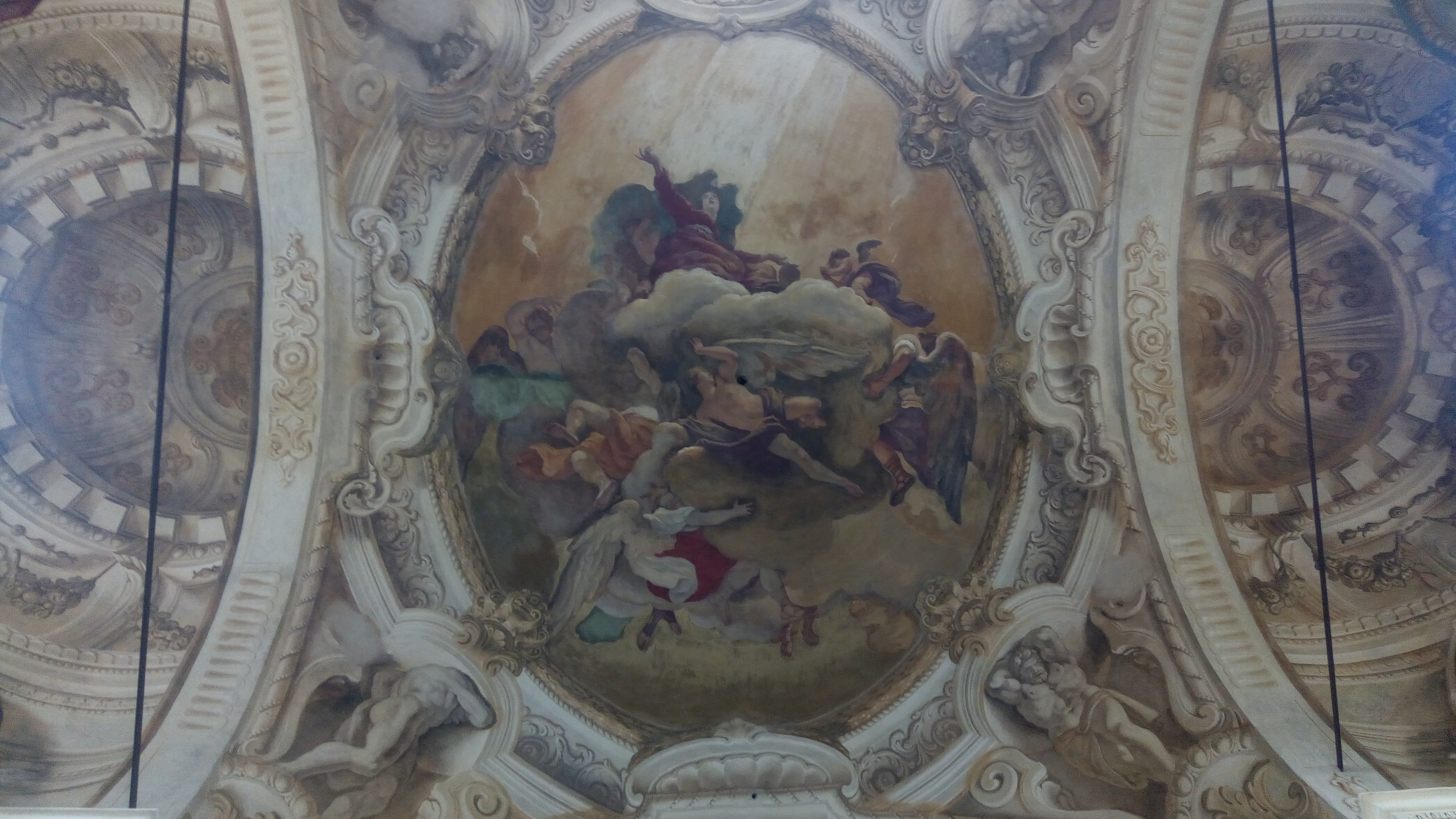
Decorazione della volta

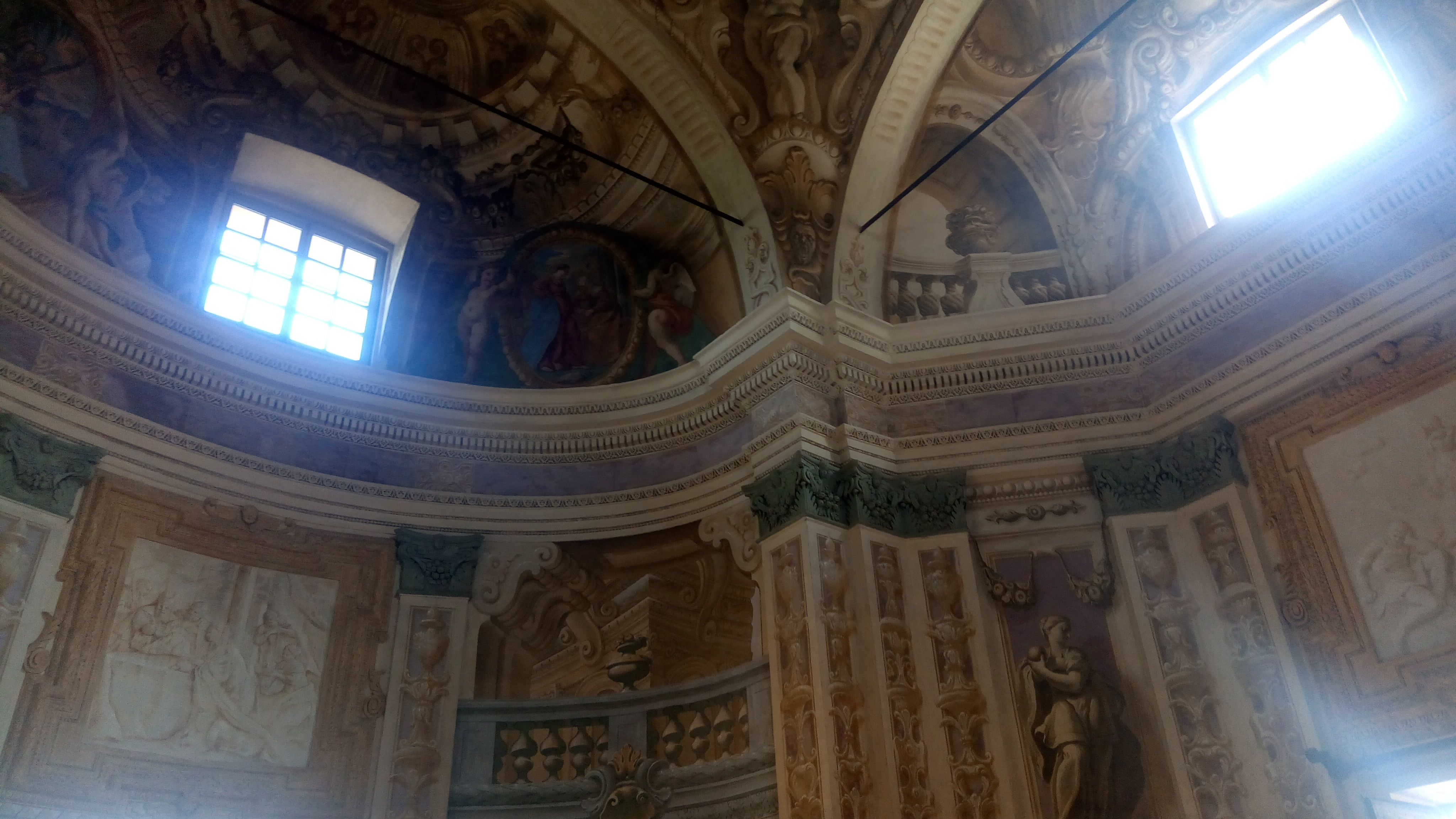
Le decorazioni delle pareti

Alla decorazione dell'Oratorio vi lavorano Ferdinando Galli da Bibbiena, che si occupò della struttura e della decorazione delle pareti e Sebastiano Ricci che si interessò della decorazione della cupola.
All'interno dell'Oratorio sono presenti elementi decorativi a stucco limitati al cornicione alla base della volta, i capitelli delle lesene e le cornici sopra le porte, mentre ai quattro angoli della navata sono dipinte a partire dalla sinistra dell'ingresso meridionale: l'allegoria della modestia, della Povertà, della Verginità e dell'Umiltà. Come modello delle quattro rappresentazioni vennero prese le xilografie della versione illustrata del 1618 dell'Iconologia di Cesare Ripa.
I due ingressi sono ornati di due grandi cornici a stucco che inquadrano due affreschi monocromi: sopra l'ingresso meridionale, lungo la direttrice dell'altare è dipinta l'Immacolata Concezione, sopra la porta orientale è dipinta la Presentazione di Gesu' al Tempio. Nei catini posti a est ed ovest sono presenti degli ovali sorretti idealmente da putti nei quali sono rappresentati: la Natività, L'Annunciazione, il Riposo durante la fuga in Egitto, la Visitazione. Nella volta centrale è rappresentata l'Assunta.
Nella cupola che sovrasta il presbiterio, il nucleo originale dell'Oratorio, è rappresentata la colomba dello Spirito Santo, mentre sotto adagiati su di un cerchio di nubi giacciono musici, angeli e putti che sostengono gli spartiti. Sempre nel presbiterio è presente un'ancona che incornicia la copia tardo settecentesca dell'immagine della Vergine con Bambino originaria che era presente nella piccola edicola al bordo del recinto del serraglio. L'affresco originale, staccato da muro, databile ad inizio XVI secolo e attribuito a Giovan Battista Trotti, detto il Malosso, è conservato nella canonica della Collegiata dell'Annunciazione della BV Maria in San Secondo.

## Curiosità
- Anche se di fatto Scipione aveva abdicato a favore del figlio Federico II de' Rossi nel 1680, pare che sia stato sempre Scipione a gestire la committenza dell'Oratorio[5]
- Il culto Mariano faceva parte della tradizione di famiglia dei Rossi che ritenevano Maria loro protettrice, a metà del XV secolo fu Pier Maria II de' Rossi a fondare la Collegiata della Beata Vergine Annunciata e a farle conferire la parrocchialità alle spese della Pieve di San Genesio e dell'antica curata di San Secondo.